# AMD K6-2

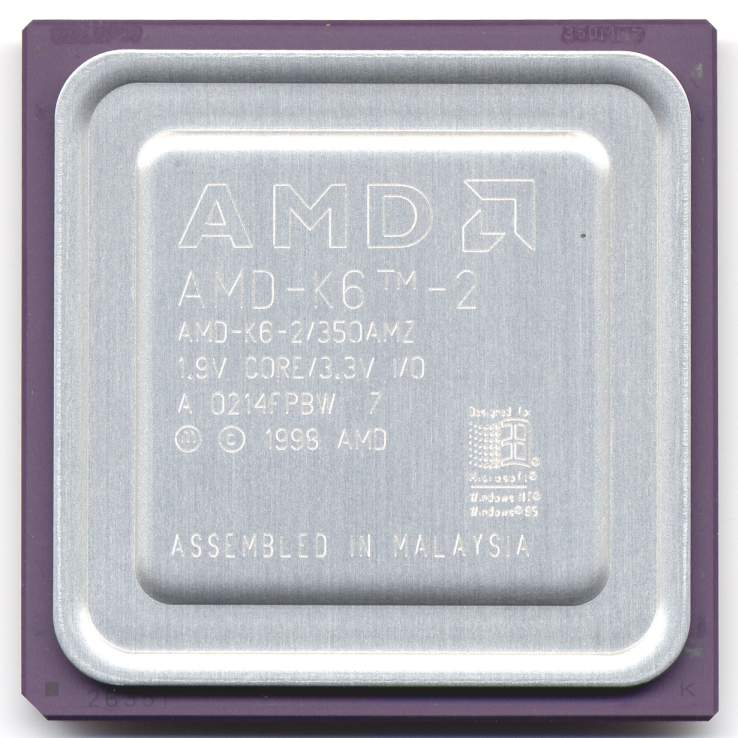
Procesor AMD K6-2 / 350 MHz

K6-2 je mikroprocesor od společnosti AMD, který byl taktovaný na frekvencích 233 - 550 MHz a byl přímou konkurencí procesorům Intel Celeron a Pentium II. Obsahoval relativně velkou L1 cache 64 KB (32 KB Data + 32 KB Instrukce), jádro běželo na napětí 2,2 V, byl vyráběn 0,25-mikronovou technologií a obsahoval 9,3 milionu tranzistorů. Vyráběl se pro základní desky s architekturou Super Socket 7.

## Varianty procesoru

### K6-3D (Chomper, 250 nm)
- L1 Cache: 32 + 32 KB (Data + Instrukce)
- Multimediální rozšíření: MMX a 3DNow!
- Patice Super Socket 7, sběrnice 66 či 100 MHz
- Napětí jádra: 2.2 V
- Uveden na trh: 28. květen, 1998
- Frekvence: 233, 266, 300, 333 a 350 MHz

### K6-3D (Chomper Extended - CXT, 250 nm)
- L1 Cache: 32 + 32 KB (Data + Instrukce)
- Multimediální rozšíření: MMX a 3DNow!
- Patice Super Socket 7, sběrnice 66, 83, 95, 97 či 100 MHz
- Napětí jádra: 2.2 / 2.3 / 2.4V
- Uveden na trh: 16. listopad, 1998
- Frekvence: 266, 300, 333, 350, 366, 380, 400, 450, 475, 500, 533 a 550 MHz

### K6-2+ (180 nm)
- Používal se i v mobilních zařízeních[1]
- L1 Cache: 32 + 32 KB (Data + Instrukce)
- L2 Cache: 128 KB (stejná frekvence jako jádro)
- Multimediální rozšíření: MMX a Extended 3DNow!
- Patice Super Socket 7, sběrnice 95 či 100 MHz
- Napětí jádra: 2.0 V
- Uveden na trh: 18. duben, 2000
- Frekvence: 450, 475, 500, 533, 550 a 570 MHz